# Heliohebe lavaudiana
Heliohebe lavaudiana là một loài thực vật có hoa trong họ Huyền sâm. Loài này được (Raoul) Garn.-Jones mô tả khoa học đầu tiên năm 1993.